# Машинен елемент
Машинен елемент е основен компонент на машините. Повечето елементи са стандартизирани по размер според утвърдени технически стандарти.